# IBM
Pour les articles homonymes, voir IBM (homonymie).
International Business Machines Corporation, connue sous le sigle IBM, est une entreprise multinationale américaine présente dans les domaines du matériel informatique, du logiciel et des services informatiques.
La société est née le 16 juin 1911 de la fusion de la Computing Scale Company et de la Tabulating Machine Company sous le nom de Computing Tabulating Recording Company (CTR). Celle-ci a changé de nom pour devenir International Business Machines Corporation le 14 février 1924. On lui prête le surnom de Big Blue en référence au bleu sombre, couleur longtemps associée à l’entreprise. Dans les années 1970 et les années 1980, IBM était la première capitalisation boursière au monde.

## Historique

### 1911-1929
Le 16 juin 1911, plusieurs entreprises ont été fusionnées par Charles Ranlett Flint, notamment l’International Time Recording Company et la Tabulating Machine Company pour former la Computing-Tabulating-Recording Company (C-T-R) ayant 1 300 employés à son siège de New York. Flint recruta Thomas J. Watson, Senior. pour l’aider à diriger l’entreprise en 1914.
Le 14 février 1924, C-T-R fut renommé the International Business Machines Corporation (IBM), afin d’aligner son nom avec l’extension de ses activités.

### 1930-1945
IBM se développe dans les années 1930, grâce aux brevets de mécanographie sur la carte perforée Hollerith. En 1937, le gouvernement américain déploie l’équipement de tabulation IBM pour suivre les enregistrements de 26 millions de personnes bénéficiaires du Social Security Act. En 1944, IBM met sur le marché Harvard Mark I, calculateur ne stockant pas d'instructions en mémoire, mais pouvant grâce à des câblages similaires à ceux des tabulatrices effectuer des séquences de calculs complexes.
En Allemagne, pendant la Seconde Guerre mondiale, IBM s'est engagé dans des pratiques commerciales qui ont été la source de controverses. Une grande attention se concentre sur le rôle de la filiale allemande d'IBM, connue sous le nom de Deutsche Hollerith Maschinen Gesellschaft, ou Dehomag. Les sujets à cet égard incluent :
- documenter les opérations de Dehomag qui ont permis aux nazis de mieux organiser leur effort de guerre, en particulier la Shoah et l'utilisation des camps de concentration nazis ;
- comparer ces efforts aux opérations d'autres filiales d'IBM qui ont aidé les efforts de guerre d'autres nations ;
- et finalement, évaluer dans quelle mesure IBM devrait être tenu pour responsable des atrocités rendues possibles par ses actions.
- les méthodes de sélection telles qu'elles ont été développées et utilisées avaient pour but de sélectionner et de tuer des civils.

Les relations commerciales entre IBM et le régime hitlérien se sont poursuivies sans interruption face aux vastes appels internationaux au boycott économique. Willy Heidinger, qui resta le PDG de Dehomag, la filiale allemande détenue à 90 % par IBM, était un fervent partisan du régime hitlérien.
Le 12 avril 1933, le gouvernement allemand a annoncé son intention de procéder à un recensement national longtemps retardé. Le projet était particulièrement important pour les nazis en tant que mécanisme d'identification des Juifs, des Tsiganes et d'autres groupes ethniques jugés indésirables par le régime. Dehomag a proposé d'aider le gouvernement allemand dans sa tâche d'identification ethnique, en se concentrant sur les 41 millions d'habitants de Prusse. Cette activité n'a pas seulement été encouragée par Thomas Watson et IBM en Amérique, mais a été activement encouragée et soutenue financièrement, Watson lui-même se rendant en Allemagne en octobre 1933 et la société augmentant son investissement dans sa filiale allemande de 400 000 à 7 000 000 Reichsmark. —environ 1 million de dollars (équivalent à 20 millions de dollars en 2020). Cette injection de capitaux américains a permis à Dehomag d'acheter un terrain à Berlin et de construire la première usine d'IBM en Allemagne.
Alors que la machine de guerre nazie occupait l'Europe, la capitulation a été suivie d'un recensement de la population de chaque nation assujettie, dans le but d'identifier et d'isoler les Juifs et les Roms. Ces opérations de recensement étaient intimement liées à la technologie et aux cartes fournies par les filiales allemandes et polonaises d'IBM, qui se sont vu attribuer des territoires de vente spécifiques en Pologne par décision du bureau de New York à la suite de l'invasion réussie de la Blitzkrieg en Allemagne. Les données générées au moyen d'équipements de comptage et d'alphabétisation fournis par IBM, par l'intermédiaire de ses filiales allemandes et nationales, ont joué un rôle déterminant dans les efforts du gouvernement allemand pour concentrer et finalement détruire les populations juives ethniques à travers l'Europe. Chaque camp de concentration nazi a maintenu son propre Hollerith-Abteilung (Département de Hollerith), chargé de garder un œil sur les détenus grâce à l'utilisation de la technologie des cartes perforées d'IBM. Dans son livre, IBM and the Holocaust, l'historien Edwin Black accuse que « sans les machines d'IBM, l'entretien et le service continus, ainsi que la fourniture de cartes perforées, qu'elles soient situées sur place ou hors site, les camps d'Hitler n'auraient jamais pu gérer le nombre qu'ils fait ».

Aux États-Unis, IBM était, à la demande du gouvernement, le sous-traitant du projet de carte perforée des camps d'internement japonais :
His grand design for 1943 was a locator file in which would appear a Hollerith alphabetic punch card for each evacuee. These cards were to include standard demographic information about age, sex, education, occupation, family size, medical history, criminal record, and RC location. However, additional data categories about links to Japan were also maintained, such as years of residence in Japan and the extent of education received there... The punch card project was so extensive and immediate that the War Relocation Authority subcontracted the function to IBM.
Son grand dessein pour 1943 était un fichier de localisation dans lequel apparaîtrait une carte perforée alphabétique Hollerith pour chaque évacué. Ces cartes devaient inclure des informations démographiques standard sur l'âge, le sexe, l'éducation, la profession, la taille de la famille, les antécédents médicaux, le casier judiciaire et l'emplacement du CR. Cependant, des catégories de données supplémentaires sur les liens avec le Japon ont également été maintenues, telles que les années de résidence au Japon et l'étendue de l'éducation reçue là-bas... Le projet de carte perforée était si vaste et immédiat que la War Relocation Authority a sous-traité la fonction à IBM.
L'équipement IBM a été utilisé pour la cryptographie par les organisations de l'armée et de la marine américaines, Arlington Hall et OP-20-G et des organisations alliées similaires utilisant des cartes perforées Hollerith (Central Bureau et Far East Combined Bureau).
La société a développé et construit la calculatrice à séquence contrôlée automatique qui a été utilisée pour effectuer des calculs pour le projet Manhattan.

### 1945-1979

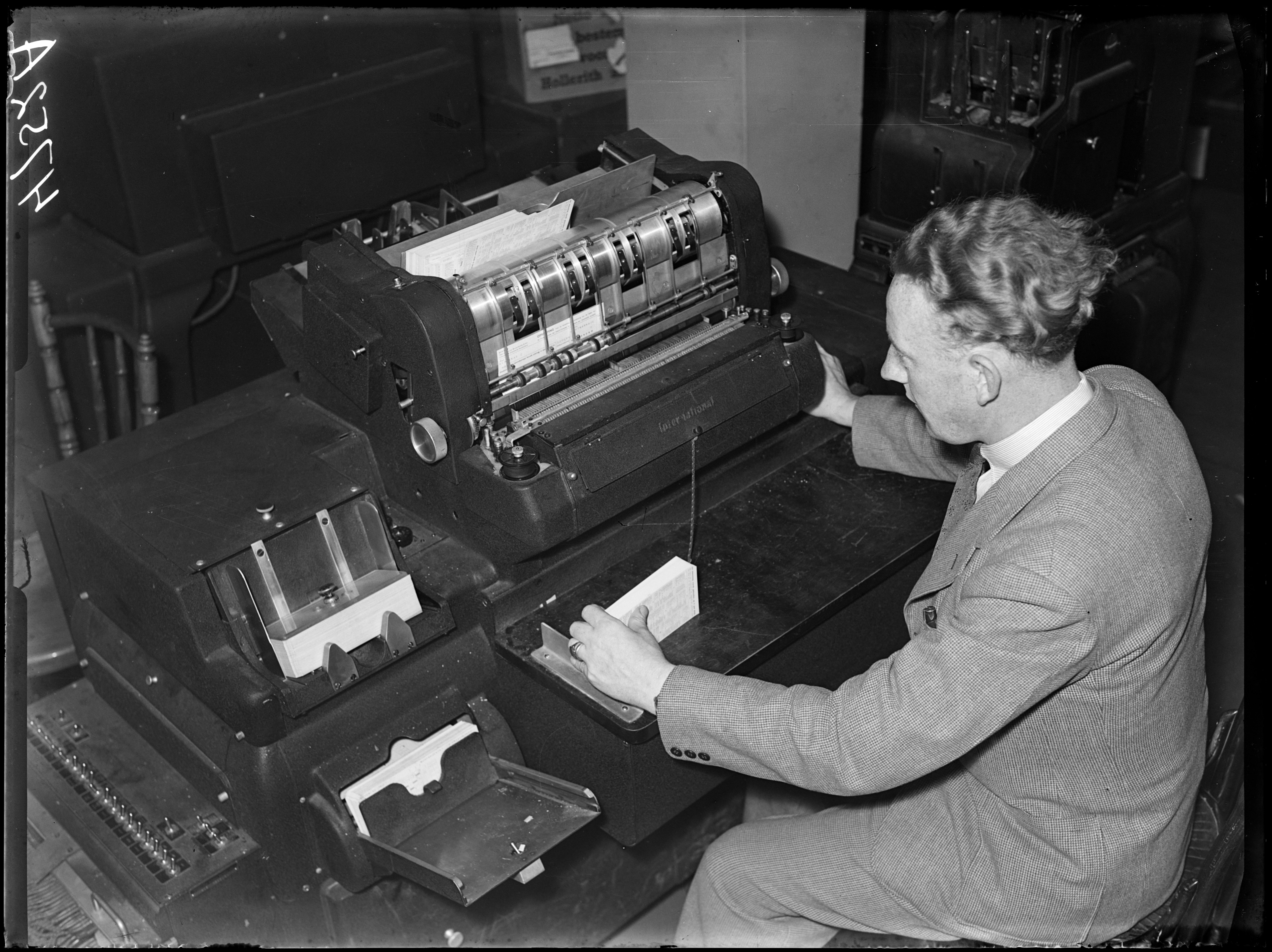
Tabulatrice IBM 401 à cartes perforées, préparation d'élections à Amsterdam en juin 1948.

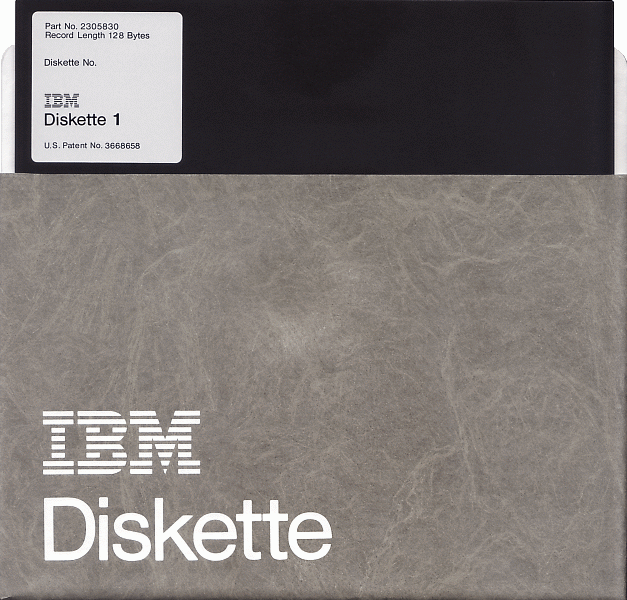
IBM commercialise la première disquette dans sa version 8 pouces en 1971.

Thomas J. Watson rencontre le jésuite italien Roberto Busa en 1949 et les deux hommes entament un partenariat. Watson offre à Busa la possibilité d'utiliser les machines, les fonds et le savoir-faire de l'équipe d'IBM pour mener à bien le projet de l'homme religieux. Celui-ci souhaite étudier le vocabulaire de la présence dans les œuvres de Thomas d'Aquin et ce travail ne pouvait être effectué par un humain seul. Il fallait des machines. Il put établir 13 millions de fiches grâce à la puissance des machines d'IBM.
En 1954, IBM lance sur le marché le modèle 650, premier calculateur, muni d'une mémoire à tambour et orienté calcul scientifique produit en grande série : il coûtait un demi-million de dollars, occupait plusieurs mètres cubes et était doté d’une mémoire vive de 2 000 « caractères » (2 kilooctets). C’est d’ailleurs à la suite de cette occasion que la filiale IBM France, et plus précisément son Président-directeur général, Christian de Waldner (entré en fonction en 1952), sollicita le professeur Jacques Perret de la faculté des lettres de l’université de Paris, pour qu'il propose un néologisme équivalent au terme anglais « computer ». Le mot ordinateur était inventé le 16 avril 1955.

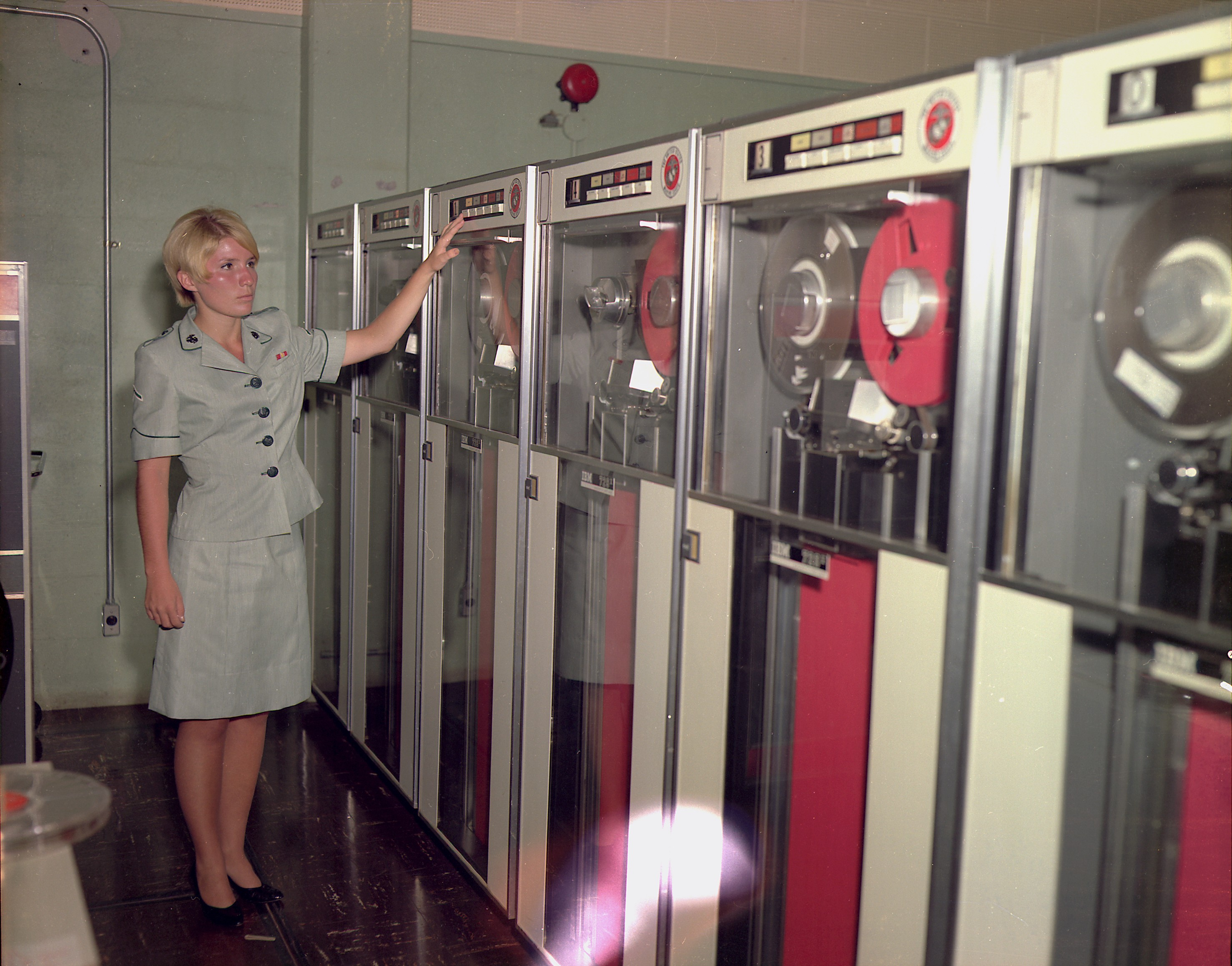
Vue des lecteurs de bandes, périphériques d'un IBM 729 en 1969.

En 1957, IBM lance le Fortran et le disque dur. En 1964, IBM dévoile son OS/360.
Durant les années 1970, IBM développe des formes d'informatique distribuée de plus en plus réclamée par les clients (systèmes 32, 34, 36, 8100…). Dans le même temps IBM passe à la micro-informatique. Après quelques machines de succès divers (5100, Système 23 Datamaster, Visiotexte…), il lance dans le plus grand secret le projet Acorn, qui aboutira en trois ans au PC. De plus, IBM commence à rompre avec la traditionnelle politique de location seule : désormais, IBM vend aussi ses machines, ce qui provoque un afflux d'argent frais.
Le groupe doit en effet tenir compte des procès anti-monopole intentés contre lui, notamment celui de la socité Control Data, et y adapter sa politique commerciale et stratégique. Fin 1968, il annonce que les logiciels seront désormais facturés séparément à la suite de la réponse favorable donnée par l'administration à la demande de brevet par la société Applied Data Research.
La procédure antitrust qui pèse sur lui laissant craindre une décision de démantèlement de la compagnie, il prend les devants en la réorganisant en deux grands pôles : mainframes et systèmes de grande diffusion. Le démantèlement n'aura en fin de compte pas lieu.

### 1980-2000
En 1981, sous la présidence de John Opel qui est un ami de Mary Maxwell, la mère de Bill Gates, l’entreprise met sur le marché l'IBM PC muni en mémoire morte du langage Altair Basic qui est la version Microsoft de l'interpréteur BASIC et comme système d'exploitation MS-DOS dont Microsoft a l'exclusivité.
Durant sa présidence de 1983 à 1989, John Akers gère le succès du PC et du PC/AT et introduit même le PC/RT (en), mais — impressionné par le succès du Macintosh qui constitue alors un système fermé -— il décide de fermer à son tour le standard PC en lançant en 1987 le PS/2 : nouveau BIOS incompatible, bus assujetti à des droits d'usage, apparence déposée, OS/2 non finalisé encore : cette décision se révèlera la plus catastrophique jamais prise par IBM, qui — sans tout de suite le comprendre — abandonne ainsi de facto la continuité du standard à Compaq et aux clones. La page où IBM menait la danse avec 21 % du marché de l'ordinateur personnel est désormais tournée.
En revanche, la filière du Système 38 devenu AS/400 (machine de milieu de gamme introduite en février 1988) est gérée sans la moindre faute : cette machine au début secondaire, qui succède au système 38 et s'inspire donc du projet FS, sera à la fin des années Akers devenue un formidable succès avec plus de 600 000 exemplaires mis en service, dont la moitié par des entreprises ne possédant pas de service informatique en propre.
Cela ne compense pas le manque à gagner sur le PC et les mainframes, et IBM connaît alors le premier déficit financier de son histoire.
En 1991, IBM vend Lexmark et fonde IBM Global Services. L’entreprise devient fortement déficitaire en 1991. En 1992, la première ébauche de smartphone, l'IBM Simon, est conçue par IBM.
En 1993, IBM enregistre la plus grosse perte de son histoire : 8 milliards $.
En avril 1993, John Akers est remplacé par Lou Gerstner, premier PDG recruté à l'extérieur d'IBM. À la suite de ces pertes, IBM réagit et les années suivantes lance un emprunt à cent ans (totalement souscrit par le public en quelques jours)[réf. nécessaire] et vend une bonne partie de son patrimoine immobilier. Le catalogue de produits a également été drastiquement nettoyé : des milliers de produits sont abandonnés ou revendus (tel Lexmark, l’ancienne division imprimantes d’IBM) ; le développement du système d’exploitation OS/2, concurrent de Windows, est arrêté. C'est aussi le moment choisi pour revoir toute l'organisation commerciale. La volonté de pouvoir répondre de manière globale et unifiée aux demandes émanant des grands clients internationaux. C'est encore à ce moment qu'IBM se lance de manière très volontariste dans les activités de services avec en particulier les débuts de l'infogérance. Le développement de ces activités de services a notamment permis d'y transférer une partie des employés dont les postes avaient été supprimés à la suite de la réorganisation.
D'août 1994 à février 1995, IBM commercialise le téléphone IBM Simon. En 1995, IBM rachète Lotus Software pour 3,5 milliards de dollars. En 1996, IBM rachète Tivoli Systems pour un montant de 750 millions de dollars.

### Depuis 2000
Dans les années 2000, Sam Palmisano poursuit le développement d’IBM vers les services et son désengagement des lignes de produit technologiques. De plus, IBM s'engage de plus en plus fortement sur Linux et le fait savoir. Le fait de ne plus développer de système « propriétaire » non seulement diminue les coûts, mais entend marquer la nouvelle politique d'ouverture.
En 2001, IBM acquiert la division bases de données d'Informix Software pour un montant de 1 milliard de dollars.
IBM a développé en premier (2001) le concept d’e-business on demand qui peut se définir comme étant la mobilisation des ressources informatiques en fonction de l’intensité de l’activité de l’entreprise cliente. La facturation se fait alors en fonction exacte de la consommation, comme pour de l’électricité. Ce concept, lié à celui de grid computing, cherche plus à créer le besoin qu’à répondre à une attente précise auprès des grands groupes. En bonne santé financière et donc capable de supporter le financement de ce genre d’opération, IBM met ainsi la pression sur ses concurrents, selon une stratégie qui n’est pas sans rappeler le programme militaire Strategic Defense Initiative (SDI), surnommé « Guerre des Étoiles », de l'administration Reagan et qui avait pour but de saturer par réaction la recherche militaire des Soviétiques et donc de lui retirer toute capacité d’initiative.
En 2002, après avoir jeté les bases de Millipede, IBM invoque des problèmes de qualité ponctuels sur sa ligne de disques Deskstar pour céder cette activité à Hitachi. En octobre 2002, IBM achète la branche consulting de PricewaterhouseCoopers pour 3,5 milliards de dollars et met ainsi un point d’orgue à sa stratégie de diversification dans les services : avec cette acquisition, IBM devient numéro un mondial en effectifs, devant Accenture.
En 2003, IBM achète Rational pour 2,1 milliards de dollars.
Le 8 décembre 2004, le fabricant de PC chinois Lenovo rachète pour 1,25 milliard de dollars la branche PC d’IBM et devient ainsi le troisième constructeur d’ordinateurs individuels au monde (après Dell et Hewlett-Packard). Après les disques durs, c’est un autre fleuron matériel de Big Blue qui est vendu. Depuis 1991, la stratégie apparente d’IBM en matière de cession d’activité est de vendre quand l’avantage technologique est en passe de ne plus être suffisant pour justifier des prix supérieurs à ceux des concurrents. En 2005, IBM acquiert l’entreprise SPSS pour 1,2 milliard de dollars et Ascential Software Corporation.
En 2004, IBM a ouvert les spécifications de l’architecture PowerPC et invité tous les fondeurs à y prendre part ; le but est de contester à Intel l'hégémonie dans le domaine de la micro-informatique avec son architecture x86. En avril 2005, IBM annonce des résultats en deçà des objectifs, ce qui provoque un coup de tonnerre sur les places financières et amène de nombreuses questions sur la pertinence de la stratégie « plus de services, moins de technologie » de Palmisano. Fin mai 2005, IBM perd le marché des ordinateurs Apple : à partir de 2006, ceux-ci seront équipés de processeurs Intel. Parallèlement, lors de l'E3, il devient officiel que c'est IBM qui équipera Microsoft, Nintendo et Sony en processeurs Cell (déclinaison du POWER4 équipée de plusieurs processeurs multimédia intégrés) pour l'intégralité de leur nouvelle génération de consoles.
En 2006, IBM rachète Filesnet et ISS. En 2008, IBM achète Cognos pour 5 milliards de dollars, et Diligent Technologies (stockage et déduplication).
La crise financière de 2008 ayant mis en difficulté de nombreuses entreprises, IBM chercha alors à vendre ses services aux municipalités soucieuses d’améliorer « l’agilité » et l’efficacité de leurs services urbains. Cette réorientation a été déterminante dans l’émergence du concept de ville intelligente (smart city en anglais). Ainsi, dans une ambition cybernétique, IBM a réalisé le Centre Opérationnel de la ville de Rio de Janeiro.
En 2009, IBM achète ILOG, SPSS, Guardium et Lombardi (en). En 2009, le projet Blue Insight migre 140 000 utilisateurs vers le nuage privé d'IBM : IBM estime avoir baissé ses coûts de configuration ou de suivi d'exploitation de 50 % et ses défauts logiciels de 30 %.
En 2010, IBM achète Sterling Commerce à AT&T pour 1,4 milliard de dollars, BigFix, OpenPages (en), Unica (en) et Netezza (en).
En 2011, IBM dévoile son programme d’intelligence artificielle Watson à Jeopardy! et rachète i2 Limited, Algorithmics Inc. (en) et Cúram Software (en).
En janvier 2014, IBM vend une partie de la branche serveur, à Lenovo pour 2,3 milliards de dollars, IBM gardant les activités serveur à haute valeur ajoutée. En octobre 2014, IBM accepte de payer 1,6 milliard de dollars à GlobalFoundries, pour se défaire de sa filiale déficitaire dans les semi-conducteurs. La décision prend effet le 1er juillet 2015.
En fin d'année 2014, IBM annonce le renouvellement ou la signature de contrats d'infogérance importants avec ABN Amro, WPP et Lufthansa, le premier se montant à plusieurs milliards de dollars et les deux derniers ayant chacun une valeur de 1,25 milliard de dollars.
En août 2015, IBM acquiert l'entreprise d'imagerie médicale Merge Healthcare pour 1 milliard de dollars, dans le but de renforcer ses activités Watson Health, fondée la même année. En octobre 2015, IBM acquiert les activités numériques de Weather Company, qui possède par ailleurs The Weather Channel, pour un montant estimé à 2 milliards de dollars. En janvier 2016, IBM continue ses acquisitions et rachète Ustream, spécialisée dans la vidéo en direct. En février 2016, IBM acquiert Truven Health Analytics, une entreprise spécialisée dans les bases de données médicales, pour 2,6 milliards de dollars. IBM intègrera cette acquisition dans IBM Watson Health, sa branche spécialisée dans la base de données médicale, créée en avril 2015.
En février 2016, IBM Japon sponsorise en association avec la licence Sword Art Online, le vrmmo-project, un projet expérimental de réalité virtuelle dans le domaine vidéo-ludique portant le nom de Sword Art Online : The Beginning, débutant en mars 2016.
Le 28 septembre 2016 Google, Facebook, IBM, Microsoft et Amazon officialisent dans un communiqué commun la création du « Partnership on Artificial Intelligence to Benefit People and Society » (« partenariat pour l’intelligence artificielle au bénéfice des citoyens et de la société »). Ce partenariat prendra la forme d’une organisation à but non lucratif, qui « mènera des recherches, recommandera de bonnes pratiques, et publiera les résultats de ses recherches sous une licence ouverte ».
Fin octobre 2018, IBM annonce le rachat de Red Hat pour 34 milliards de dollars. En juin 2019, les autorités européennes donnent leur feu vert et officialisent ce rachat. Le CEO de Red Hat Jim Whitehurst (en) devient président d'IBM trois mois plus tard, étant même pressenti pour devenir le prochain CEO. Toutefois, il démissionne le 2 juillet 2021.
En 2019, IBM organise le concours international Call for Code et encourage les développeurs à inventer de nouvelles technologies susceptibles d'aider après des catastrophes comme l'incendie de Notre-Dame,.
Le 8 juin 2020, IBM annonce renoncer au développement et à la vente des systèmes de reconnaissance faciale. IBM regrette que les forces de l'ordre utilisent des outils qui ne sont pas fiables à 100 %. De nombreuses études ont en effet montré que la reconnaissance faciale présentait des biais liés à l'âge, au genre et à la couleur du visage présenté.
En octobre 2020, IBM annonce son intention de scinder à l'horizon 2021 ses activités dédiées aux services d'infrastructure numérique, regroupant 90 000 employés sur les 352 000 que compte IBM et 19 milliards de chiffre d'affaires,. Ainsi est créée en 2021 l'entreprise Kyndryl qui est issue de la scission des services d'infrastructure d'IBM. Kyndryl est cotée à la bourse de New York sous le symbole KD depuis le 4 novembre 2021.
Le bilan de l'année 2020 affiche un chiffre d’affaires en recul de 4 % à 73,6 milliards de dollars et un bénéfice net en baisse de 32 % à 7,8 milliards de dollars. C'est la huitième année de déclin.
En février 2021, IBM annonce vouloir atteindre la neutralité carbone d'ici 2030. Cet objectif doit être réalisé en réduisant les émissions de gaz à effet de serre de 65 % d'ici 2025.
En avril 2021, IBM annonce l'acquisition de Turbonomic pour 1,5 milliard de dollars.
En décembre 2023, IBM annonce l'acquisition pour 2,13 milliards d'euros de plusieurs filiales de Software AG.
Sur l’exercice 2023, IBM enregistre un chiffre d’affaires de 61,9 Md$ en hausse de 2% par rapport à 2022 pour un bénéfice net de 8,9 Md$ en hausse de 7%.
En avril 2024, IBM annonce l'acquisition pour 6,4 milliards de dollars de HashiCorp, pour renforcer dans les logiciels de virtualisation et de cloud. Les produits de HashiCorp seront intégrés à Red Hat et WatsonX.

## Activités
IBM était autrefois très centrée sur la conception et la commercialisation de matériels informatiques et en particulier d'ordinateurs centraux (souvent appelés mainframes) auxquels son image est longtemps restée associée. IBM a en effet eu un rôle décisif dans leur développement et leur utilisation par la plupart des grandes organisations publiques ou privées.
En 2015, la contribution au bénéfice des différentes activités se décompose comme suit :
- Matériels = 13 %
- Activités de financement = 4 %
- Logiciels = 23 %
- Services = 60 %.

Les services représentent désormais un peu plus de la moitié du chiffre d’affaires. Ceci témoigne de la profonde transformation opérée par IBM depuis les années 1990.
Depuis 2002 et l'acquisition de la branche conseil de PricewaterhouseCoopers, IBM est devenu la première entité de conseil dans le monde entier.

### Matériel

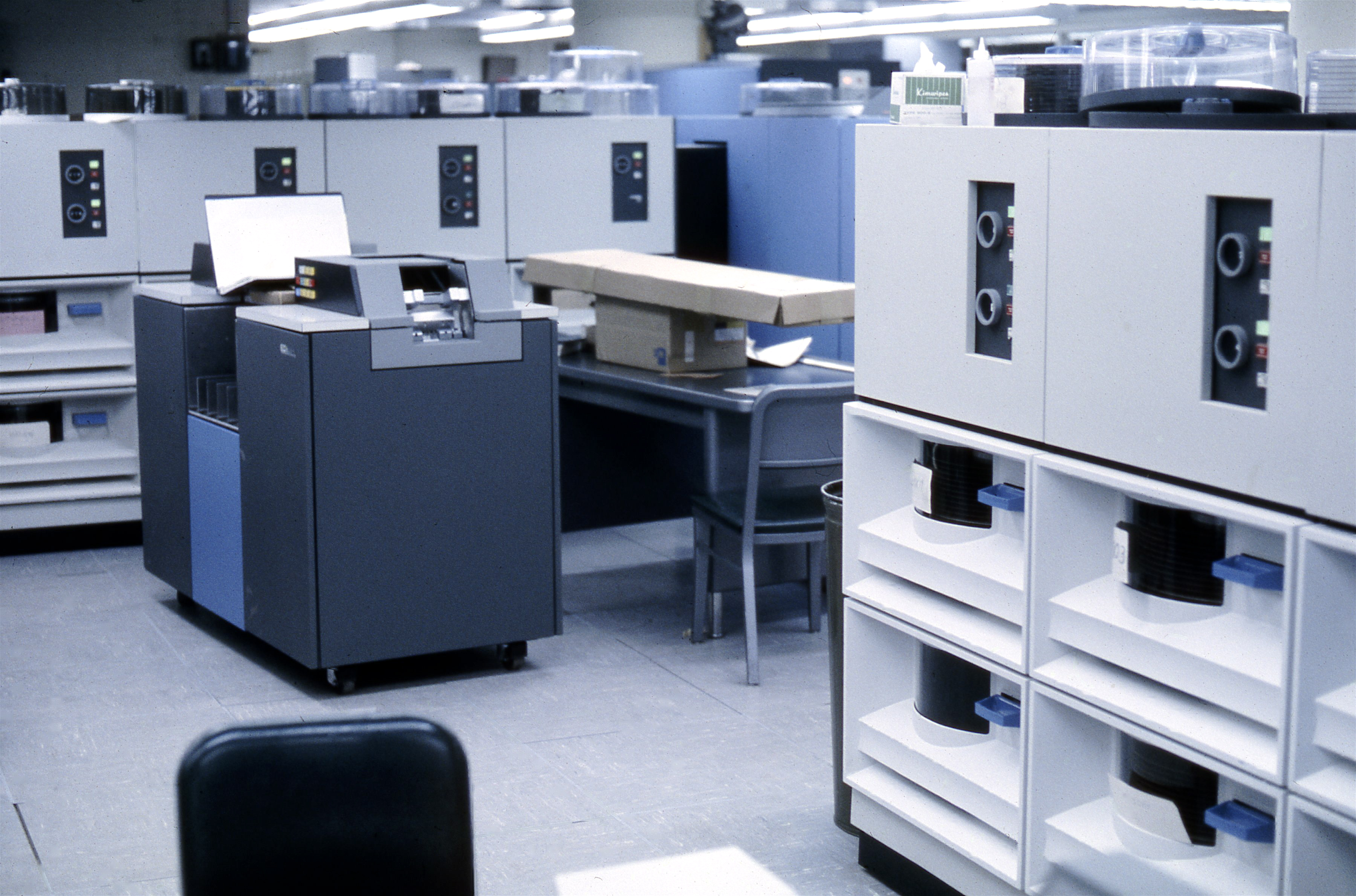
Disques IBM2314 et perforateur de cartes 2540 (vers 1968).

L’histoire de la division Matériel d’IBM commence en 1886 lorsque Docteur Herman Hollerith mène les premiers tests de son système de tabulation en enregistrant et calculant des statistiques vitales destinées au département de santé de Baltimore au Maryland. Depuis cette date, IBM n’a eu de cesse d’innover dans le domaine du matériel : processeurs, serveurs, réseaux et solutions de calcul et de stockage. Aujourd’hui, la division Matériel d’IBM (appelée Systems & Technology Group) propose une offre complète de matériels professionnels, destinés à satisfaire tous les besoins informatiques, de la TPE à l’entreprise du CAC 40. La stratégie de la division est de construire pour ses clients une infrastructure dynamique, qui s’adapte à leurs besoins métiers. La mission de la division Matériels d’IBM couvre tous les aspects du cycle de vie des matériels informatiques, depuis la vente des composants et systèmes jusqu’au recyclage de ces systèmes en passant par l’intégration et le déploiement.
La gamme de produits de la division Matériel d’IBM se décompose en six grandes familles :
- System z (grands systèmes ou mainframes) : ligne de produits adaptée pour la continuité des affaires, l’optimisation de la charge de travail (workload) et l’intégration de processus d’entreprise.
- Power Systems est la famille de serveurs basés sur des processeurs RISC construits par IBM. Les plus grands clients du CAC40 utilisent tous les Serveurs Power pour de nombreuses applications-métier critiques. On les retrouve aussi bien dans les consoles de jeux que dans les plus puissants super-calculateurs. La technologie actuelle est basée sur les processeurs POWER9. Les futurs processeurs POWER10, avec une finesse de gravure de 7 nm, ont été annoncés à la conférence Hot Chips d'août 2020. Les systèmes d'exploitations AIX, IBM i et Linux peuvent tirer le meilleur parti des processeurs POWER grâce à la virtualisation native PowerVM.
- Stockage : IBM offre un ensemble de prestations matériels (disques, bandes, réseaux) et logiciels pour maitriser la forte croissance des données des entreprises.
- Terminaux point de vente et bornes libre service : IBM est aujourd’hui le numéro un mondial des terminaux points de vente vendus et de parcs installés dans le monde.
- Offres réseaux : IBM commercialise aussi du matériel de connexion réseau, adapté à l’évolution de l’infrastructure des entreprises.

Principales contributions :
- Dans les années 1960, introduction de la machine à écrire Selectric, la première machine à écrire à boule.
- Construction et maintenance de mainframes et de gros serveurs (qui possèdent nettement plus de RAM et d’espace de stockage que les ordinateurs grand public).
- 47 % de la recherche et développement d’IBM est consacrée au matériel.
- Fabrication de disques durs. Technologie inventée par IBM en 1956. Cette activité a cependant été cédée à Hitachi en 2002 quand IBM s’est intéressée à millipede.
- Recherche en nanotechnologie (entre autres : millipede).
- IBM est l’un des deux architectes et fondeurs, et le promoteur principal, des processeurs Power utilisés dans la série Power Systems d’IBM (UNIX et i5), dans les anciens Macintosh d’Apple (gamme PowerPC) et en informatique embarquée. En 2005, Apple annonça son intention de migrer à des processeurs x86 au moment même où IBM annonçait son nouveau processeur, nommé CELL, conçu pour la console de jeu PlayStation 3. Auparavant, la société avait déjà fourni des variantes de son architecture PowerPC pour les consoles de Microsoft (Xbox 360) et Nintendo (Game Cube et Wii).
- Concepteur et assembleur du Roadrunner, l’ordinateur le plus rapide au monde (en date du 11 juin 2008).
- Fabrication de semi-conducteurs (puces électroniques) avec notamment un service de fonderie pour des sociétés fabless de semi-conducteurs.
- En 2005, IBM Microelectronics pointe à la 19e place des 20 plus grands fabricants de semi-conducteurs (sans tenir compte de son service de fonderie).[réf. souhaitée]
- IBM a introduit en juin 2009 CloudBurst 1.1, premier système de Cloud Computing intégré prêt à l’emploi, à base de BladeCenter destiné aux environnements de développement et de test.

### Logiciels

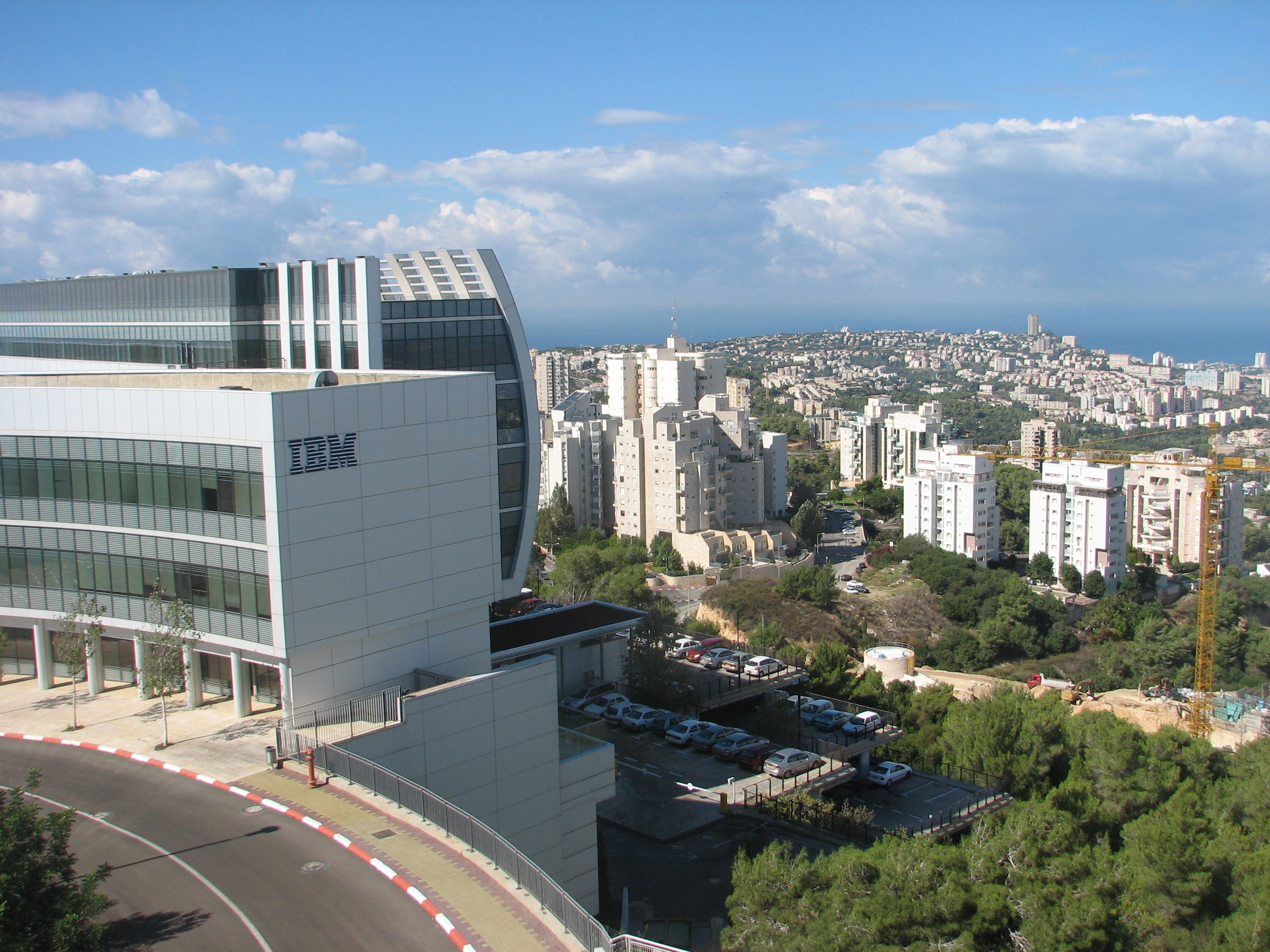
Un bâtiment IBM de R&D à Haïfa en Israël.

Avec un chiffre d’affaires mondial de 22,089 milliards de $ et 21 % de parts de marché en 2008, la branche logicielle d’IBM (IBM Software Group) est le premier fournisseur de solutions logicielles d’infrastructure.
La branche logicielle d’IBM dans le monde, c’est :
- 50 000 professionnels, dont 26 000 développeurs, 17 000 ingénieurs commerciaux et ingénieurs avant-vente.
- Une part de 40 % des 5 896 brevets déposés par IBM aux États-Unis en 2010[51].
- Un total de 80 laboratoires de R&D et de plus de 40 centres d'innovation.
- Une représentation dans plus de 170 pays.
- Un écosystème de plus de 100 000 partenaires.

Depuis sa création en 1995, IBM Software Group construit une gamme complète de logiciels d’infrastructure ouverts, évolutifs, interconnectables et adaptés aux problématiques sectorielles.
Le portefeuille de technologies logicielles s'articule autour de cinq marques :
- Information Management, pour la gestion de l’information à la demande, propose des solutions intégrées dans les domaines du décisionnel, de l’ILM (Information Life cycle management) et du MDM (master data management).
- Lotus, première marque historique d'IBM Software, vend des prestations de communication et de collaboration unifiées ainsi que des prestations de portail d'entreprise.
- Rational Rose répond aux problématiques de développements, de tests logiciels, de gouvernance de projets.
- Tivoli, pour l’administration des systèmes d’information, fournit des solutions intégrées pour améliorer la qualité de service et les performances de l'infrastructure et des applications.
- WebSphere, pour la gestion et l’intégration des applications, propose des solutions intégrées autour de l’ESB (Enterprise Service Bus) et du BPM (Business Process Management ou pilotage des processus métier) pour mettre en œuvre des architectures orientées services (SOA).

Par ailleurs, IBM Software Group vend des prestations de PLM (Product Lifecycle Management) en partenariat avec Dassault Systèmes. Les solutions CATIA, ENOVIA, SMARTEAM permettent de concevoir, analyser et gérer les produits tout au long de leur cycle de vie, de leur conception à leur retrait du marché.
Dans le cadre de sa nouvelle orientation vers le cloud computing, IBM a racheté la société SoftLayer, pour son offre IaaS, et a lancé l'offre Bluemix pour son offre PaaS. L'entreprise propose aussi un BRMS appelé ODM.
Principales contributions :
- Bases de données (Edgar F. Codd pour les bases de données relationnelles en 1970) ;
- Construite autour du noyau des bases de données (DB2), la branche Logiciels (Software Group en jargon interne) a été principalement constituée par croissance externe. Ses produits, peu connus du grand public (Tivoli, Websphere, Lotus, DB2, Rational) mais appréciés des professionnels, sont soit des « couches » intermédiaires (middleware) entre les logiciels applicatifs (Microsoft Office, SAP…) et les systèmes d’exploitation, soit des « suites professionnelles » visant le marché de la R&D (Rational Software) ;
- Le système d'exploitation de type UNIX AIX développé à partir de 1986 avec la contribution de Bull.

En 2012, l'activité logicielle a généré près de 11 milliards de dollars de bénéfices avant impôts, un résultat multiplié par trois en dix ans.

### Services

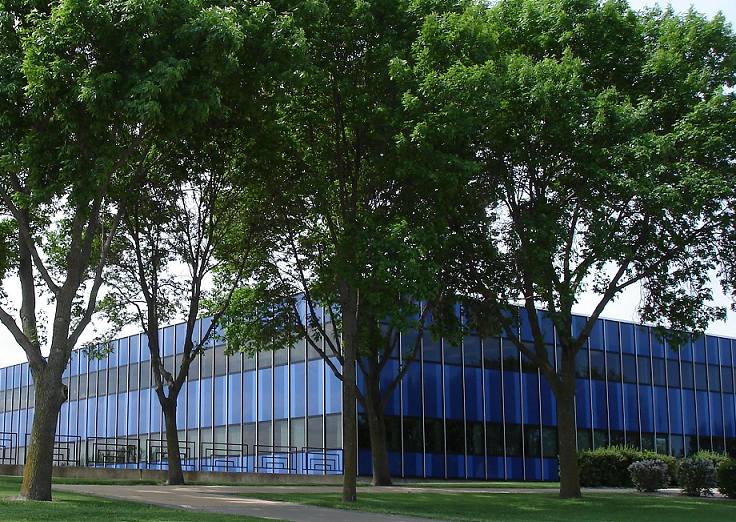
Bureau d'IBM à Rochester (Minnesota).
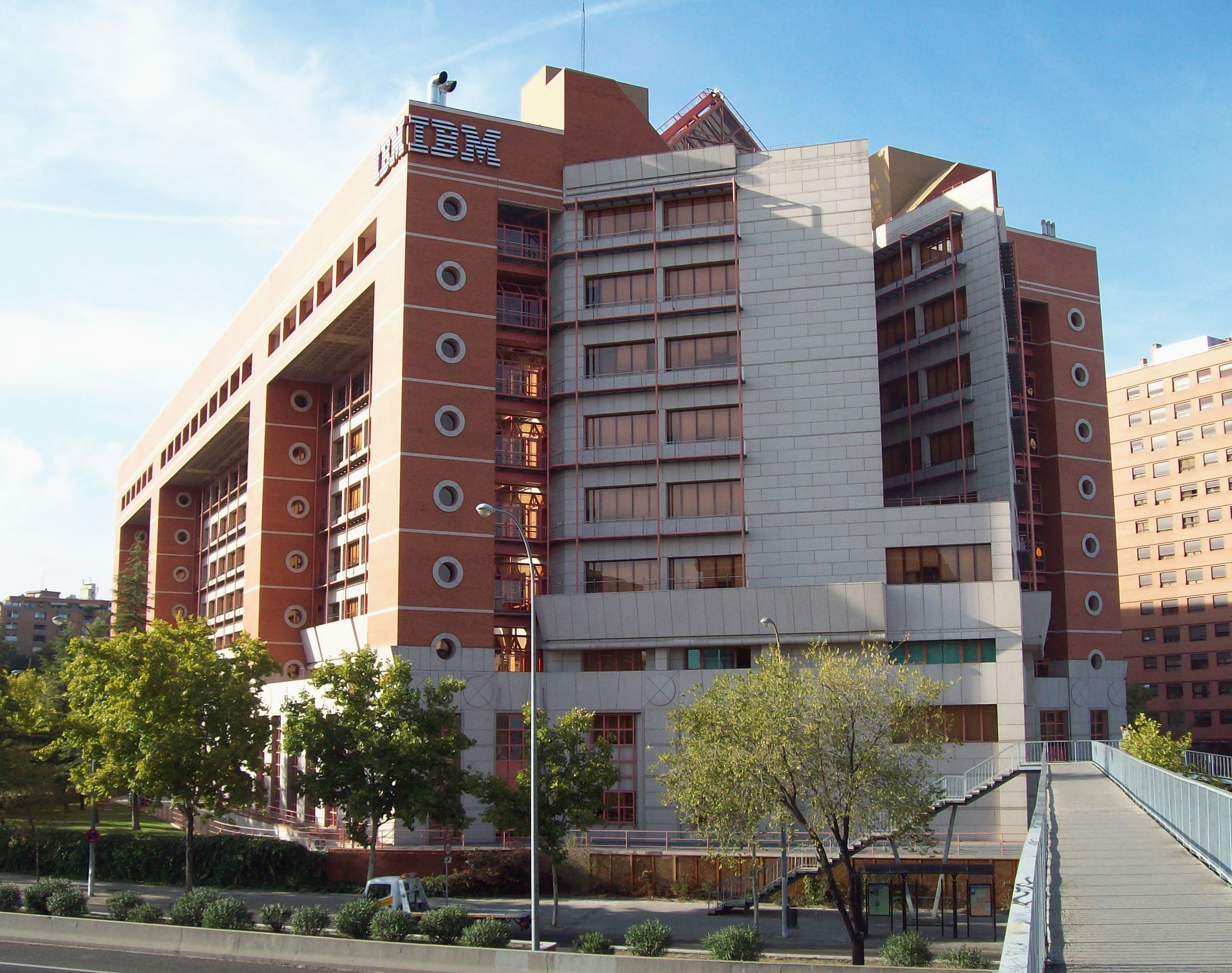
IBM Avenida de América Building à Madrid en (Espagne).
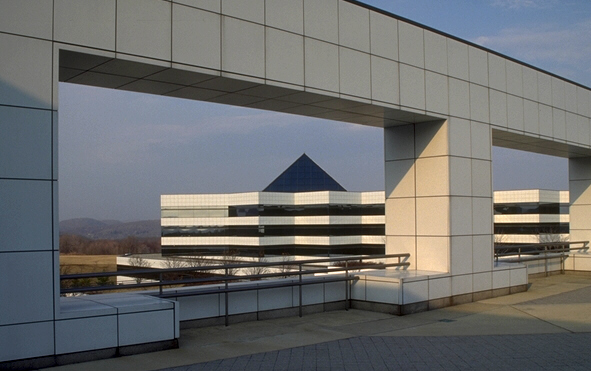
Bureau d'IBM à New York conçu par IM Pei.
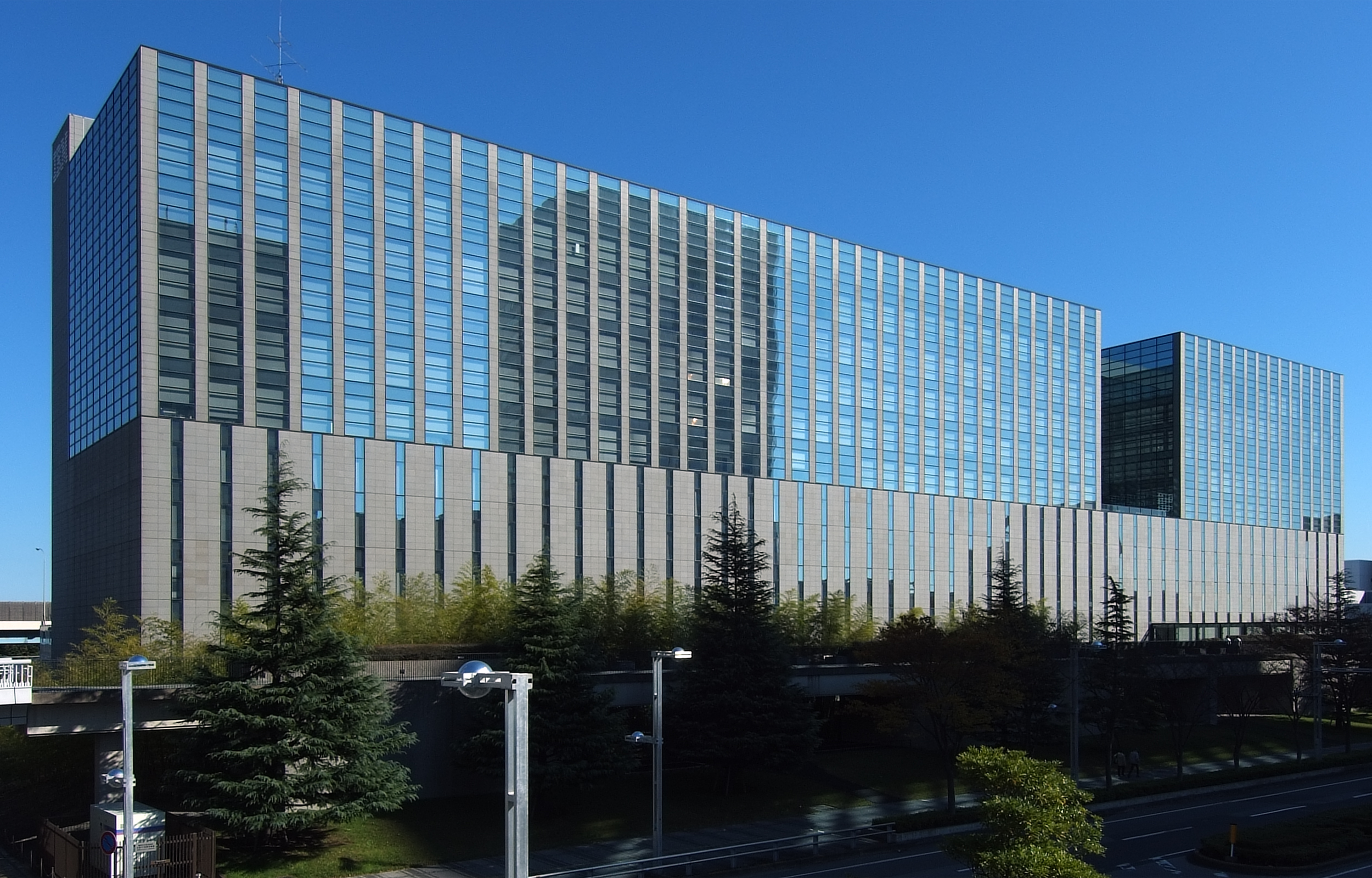
IBM Japan Makuhari Centre Technique, conçu par Yoshio Taniguchi.
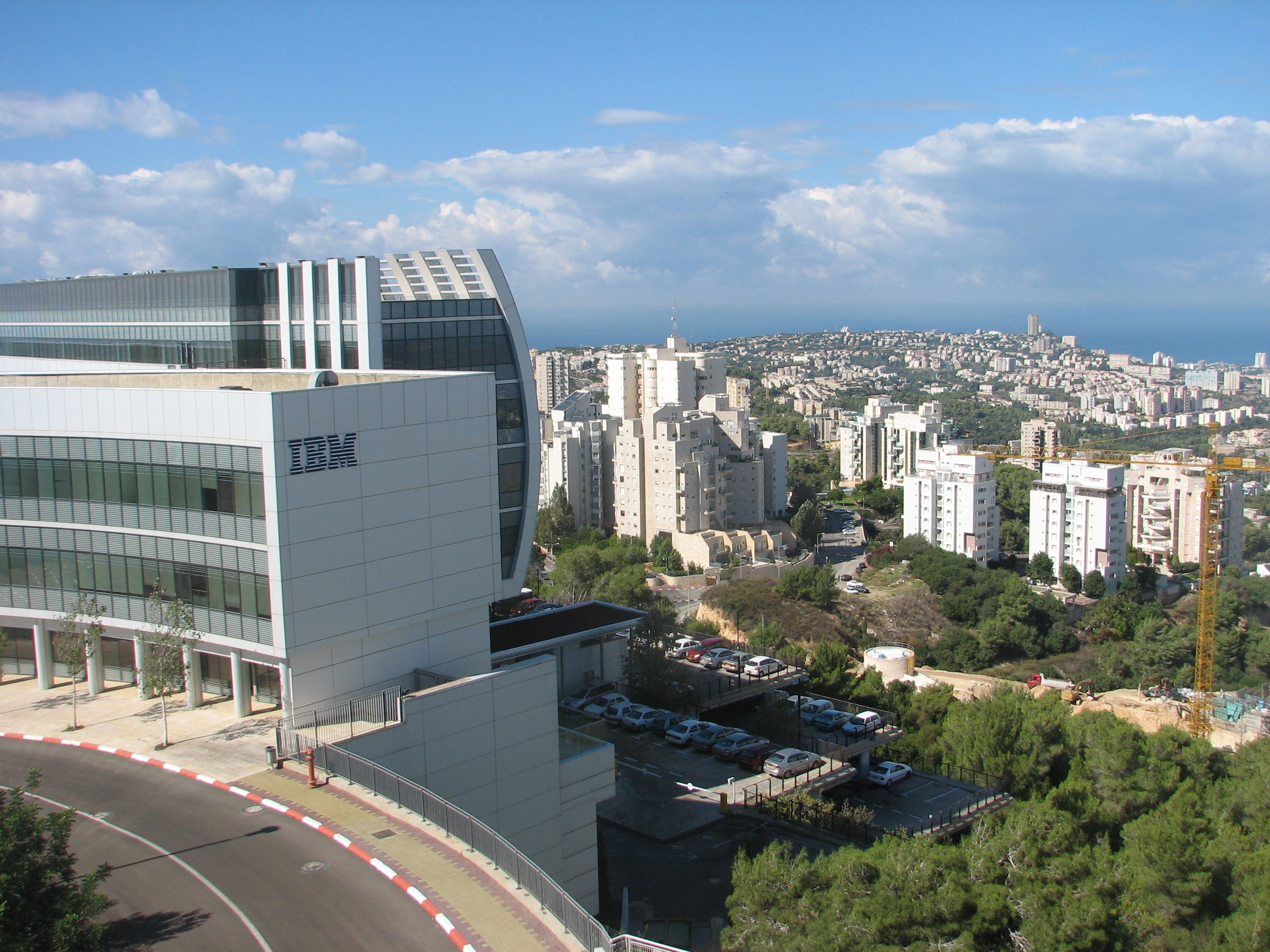
IBM Haifa Research Lab à Haifa en (Israël).

La branche services (IBM Global Services ou IGS) représente la moitié du chiffre d’affaires d’IBM en 2008, mais l’essentiel de la marge opérationnelle provient encore du matériel et du logiciel, sur lesquels IBM dispose de positions dominantes discrètes mais fructueuses.
IBM Global Services couvre deux grands domaines d'activité :
- Le conseil métier Global Business Services ou GBS qui intervient sur les couches organisationnelles et les systèmes d’information de l’entreprise pour en améliorer l’efficacité opérationnelle,
- les services pour les infrastructures informatiques Global Technology Services ou GTS qui regroupe un ensemble d’offres de services à forte valeur ajoutée permettant d’accompagner les entreprises dans leur transformation et de répondre à leurs nouveaux enjeux mondiaux.

GTS se différencie sur quatre segments d'activités principaux :
- Les services portant sur les infrastructures informatiques Integrated Technology Services ou ITS : ensemble de services d’infrastructure aidant les entreprises à optimiser et tirer pleinement parti de leurs infrastructures informatiques.
- Les services de maintenance Maintenance and Technical Support Services ou MTS : maintenance matériel et logiciel informatique avec actions préventives et correctives pour assurer une disponibilité optimale du matériel informatique par une approche multi-constructeur.
- Les services d’infogérance Strategic Outsourcing ou SO, qui propose des solutions d’externalisation de la fonction Informatique (IT outsourcing) comme l’hébergement de serveurs intranet et extranet, la gestion de la sécurité, du stockage et des sauvegardes, ou encore l’externalisation d’applications de messageries ou de progiciels de gestion intégrés.
- Les services de transformation des processus métier Managed Business Process Services ou MBPS : marché émergeant d’externalisation des processus métiers de ressources humaines ou de back office, comme la comptabilité, la paie ou les achats de commodités.

La stratégie d’IBM dans les services est de s'implanter sur les marchés de services de masse en s’affranchissant de toute connotation technologique. IBM Global Business Services s’appuie sur la notoriété de la marque — qui dispose d’un fort capital de confiance — et sur la puissance de feu de son organisation pour faire valoir sa position de leader sur le marché des services informatiques : dotée du capital technologique et intellectuel pour répondre à ses propres besoins informatiques internes pour gérer ses 300 000 employés dans le monde, IBM peut et sait gérer, aussi bien, les besoins informatiques de toute entreprise quelle que soit sa taille, comme ceux des villes parmi les plus grandes du monde.
Plus de 42 % des 380 000 employés d’IBM sont désormais mobiles et gèrent quand, où et comment ils font leur travail.

### Communautés
En 2001, IBM a lancé la fondation Eclipse chargée du développement de technologies open source.
En 2007, IBM a mis en place le projet de modèle d’entreprise collaborative BlueIQ ayant comme public cible les 16 000 commerciaux n’ayant pas l’habitude de partager leurs informations et leurs contacts. En raison du succès rapide, le programme a été étendu à 400 000 collaborateurs IBM supplémentaires. L’équipe BlueIQ composée de huit collaborateurs a identifié 20 taches récurrentes à accomplir à l’aide des réseaux sociaux. Ensuite, elle a créé une communauté de 1 600 membres volontaires provenant de 50 pays pour promouvoir le réseau social d'entreprise.
En avril 2009, IBM a développé le réseau social du site developerWorks avec Lotus Connections. En 2011, il réunit 600 000 profils, totalise 4 millions de visiteurs uniques par mois qui ont accès à une bibliothèque de 30 000 articles, podcasts et tutoriels. D’après sa directrice Alice Chou, « My developerWorks permet aux entreprises, aux start-ups et aux partenaires de collaborer. De plus, la plateforme permet à IBM d’économiser d’environ 100 millions de dollars par an en matière d’assistance aux utilisateurs. » IBM souhaite créer un système d’attribution de récompenses par le développement de la notoriété afin de soutenir la communauté developerWorks ; cette dernière devant suivre les règles IBM de conduite des affaires et de social computing (en).
Au niveau mondial, IBM anime une communauté de 100 000 partenaires qui génèrent près de 35 % de son chiffre d’affaires ; 60 000 d’entre eux sont également éditeurs de logiciels.
IBM a développé trois niveaux de partenariat pour commercialiser ses offres matérielles, logicielles et de services :
- Business Partner Member (engagement minimal et gratuit sous condition d'accepter les termes du contrat PartnerWorld) ;
- 7 800 Business Partner Advanced[65] (engagement à entretenir avec IBM une relation commerciale fructueuse qui donne l'accès aux rapports de veille stratégique d'IBM, à l'aide au financement d'événements et aux feuilles de route pour le développement de produits) ;
- 7 300 Business Partner Premier (collaboration active avec IBM dans le but de proposer des solutions innovantes qui engendre la désignation d'un responsable chargé de la gestion de leur relation avec IBM).

Depuis novembre 2010, IBM a mis en place trois nouveaux labels sectoriels pour ses partenaires. Par ailleurs, IBM organise son offre Logiciel en tant que service dans le cadre du Club Alliances. Loic Simon estime que « 20 % des 500 plus grosses entreprises mondiales non-informatiques vont devenir des fournisseurs de services de cloud d'ici 2015 ».

### Financement
Numéro 1 mondial du financement informatique, IBM Global Financing (IGF) bénéficie de 30 années d'expérience dans le financement de projets informatiques et solutions métiers. IGF est présent dans 50 pays et compte plus de 125 000 clients.
IGF propose :
- une palette d'offres de financement adaptées aux besoins des PME/PMI comme à ceux des grandes entreprises ;
- des prestations de financement informatique incluant des matériels, des logiciels et / ou des prestations de services, fournis par IBM ou par d’autres prestataires ;
- un savoir-faire dans la gestion du cycle de vie complet des matériels en location: reconditionnement, recyclage et effacement des données, mise au rebut du matériel selon les normes environnementales.

En 2009, IBM s’est associé à OSEO, établissement public qui soutient la croissance et l’innovation des entreprises. Ce partenariat permet à IBM de renforcer son aide aux PME en temps de crise en s’appuyant sur l’expertise d’OSEO en termes de financement des entreprises. Il s’inscrit dans le programme mondial de financement d’IBM qui a décidé en mai 2009 de débloquer 1,5 milliard d’euros pour stimuler les projets d’investissement informatique des entreprises en Europe. Le groupe IBM devient l’une des premières entreprises du secteur industriel français à être agréée par OSEO pour la garantie des financements octroyés.

### Réseau IBM en France

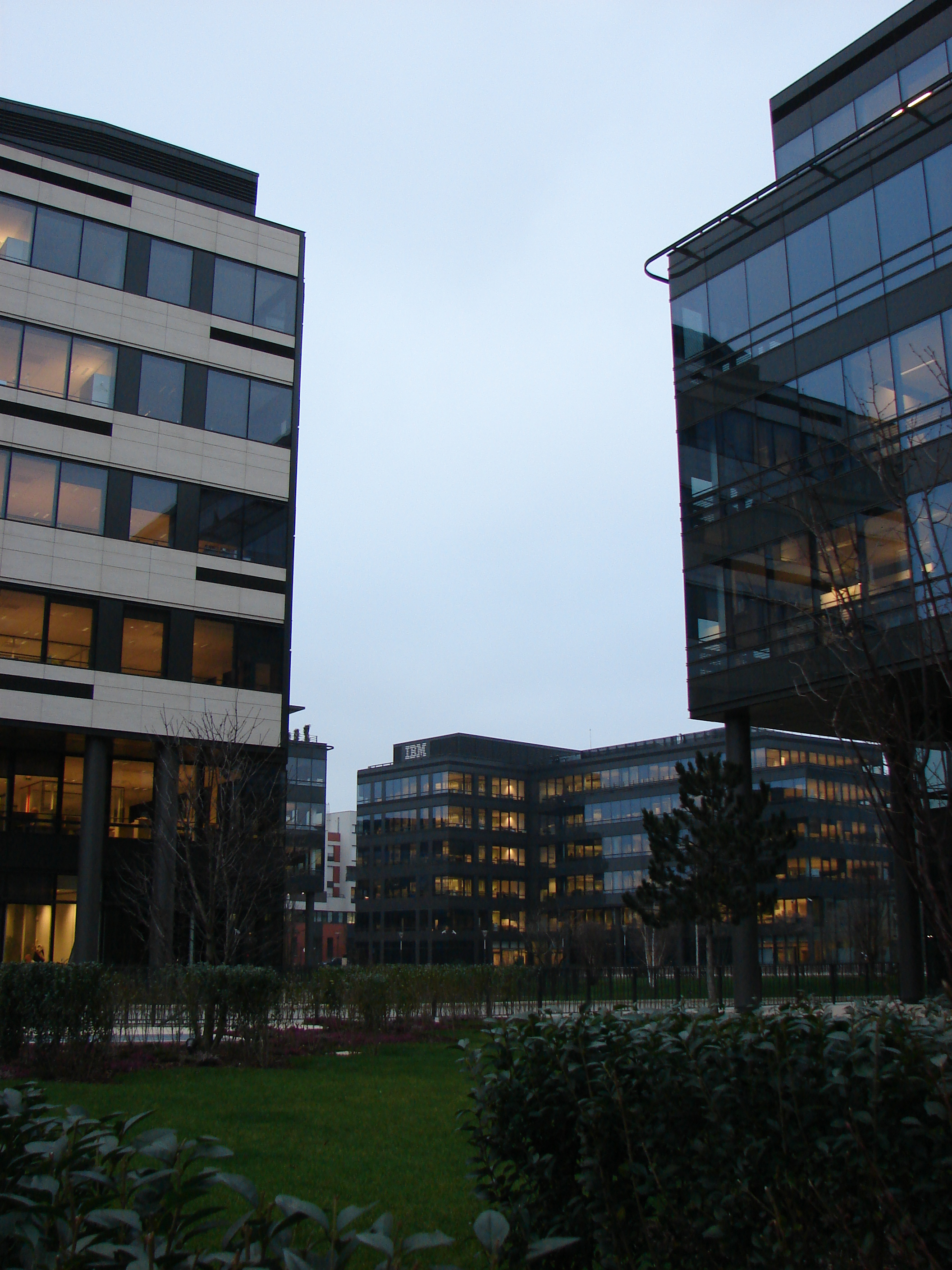
Siège social d'IBM France à Bois-Colombes.

La division française d’IBM a été créée dès 1914 sous l'appellation de « Société Internationale de Machines Commerciales (SIMC) » avant de prendre la dénomination d'IBM France en 1948. Elle a compté plus de 30 000 salariés dans les années 1990, avant de perdre chaque année entre 800 et 1 000 employés. IBM France comptait ainsi 26 000 employés en 1998, puis 11 000 employés en 2011, dont 91 % de cadres, et moins de 7 000 salariés en 2016. IBM est implanté sur 19 sites en France, dont Nantes, Toulouse et Rennes. IBM France évalue son écosystème de près de 40 000 personnes comprenant 1 500 sous-traitants et 3 000 PME. Depuis novembre 2009, le nouveau siège social d'IBM France accueille 4 000 collaborateurs dans un bâtiment HQE (haute qualité environnementale) situé avenue de l'Europe à Bois-Colombes, dans le quartier de Bécon-les-Bruyères, à quelques kilomètres de Paris.
En octobre 2020, le directeur Nicolas Sekkaki est nommé chez CMA CGM, et c'est Béatrice Kosowski qui le remplace.
En novembre 2020, IBM France annonce son intention de mettre en œuvre un plan de sauvegarde de l'emploi (PSE) dans le cadre d'une restructuration mondiale. Ce PSE devrait être officiellement présenté le 16 décembre 2020 et pourrait concerner un quart des postes de l'entreprise sur le territoire français.

## Recherche et développement
En octobre 2000, Louis Gerstner annonce qu’IBM va investir 1 milliard de dollars dans Linux.
IBM a délivré 500 brevets pour la communauté open source en 2005. En 2005, IBM a déposé 2 941 brevets.
En 2011, 6 186 brevets ont été déposés par IBM Research.
De 1993 à 2012, IBM a enregistré plus de 67 000 brevets déposés aux États-Unis. IBM y reste le premier « inventeur » depuis 20 ans avec 6 478 brevets déposés en 2012.
Arrivé au sixième rang des entreprises contributrices au noyau Linux, IBM a annoncé en septembre 2013 son projet d'investir à nouveau 1 milliard de dollars dans les technologies Linux et open source pour ses serveurs Power Systems sur les quatre à cinq prochaines années.
En juillet 2014 IBM annonce un investissement de 3 milliards de dollars pour repousser les limites technologiques rencontrées actuellement par les puces en silicium : circuits de calcul quantique, nanotubes de carbone, nouvelles technologies de mémoire, ou puces photoniques sur silicium sont abordées parmi les nouvelles pistes de réflexion.

### Principaux apports
- Disque magnétique (RAMAC), 1956
- Langage Fortran, 1957
- Mémoire vive dynamique (DRAM), 1966
- Base de données relationnelle, 1970
- Voyez Wikipédia en anglais IBM 1750, 2750 and 3750 Switching Systems (en), 1970, développé à IBM La Gaude, Nice, France[83]
- Code universel des produits, 1973
- Géométrie fractale, 1975
- Data Encryption Standard (DES), 1977
- Architecture RISC, 1980
- IBM PC basé sur un système d’exploitation Microsoft, 1981[84]
- Microscope à effet tunnel, 1986, Nobel
- Supraconductivité à « moyenne » température, 1987, Nobel

## Culture d’entreprise
IBM est probablement l'une des structures qui a développé le plus fortement et précocement le principe de culture d'entreprise. Durant la majeure partie du XXe siècle, l'uniforme, constitué d'un costume bleu, d'une chemise blanche et d'une cravate foncée, y était de rigueur pour les représentants commerciaux. Ces codes ont commencé à s'assouplir à la fin des années 1970, puis l'ont été considérablement dans les années 1990. À ses débuts, IBM faisait aussi chanter à ses salariés des hymnes à la gloire de l'entreprise,. De nos jours, l'habillement et l'attitude de ses employés ne diffèrent pas particulièrement de ceux d'autres grandes entreprises.

## Présidence de la société
IBM a été dirigée depuis sa création par neuf P-DG qui ont chacun durablement marqué la Compagnie :
- George Winthrop Fairchild
- Thomas J. Watson Sr jusqu'en 1952.
- Thomas J. Watson, Junior (1952-1971)
- Thomas Vincent Learson (en) (1972-1973)
- Frank T. Cary (en) (1973-1974)
- John R. Opel (1974-1985)
- John F. Akers (1985-1993)
- Louis V. Gerstner, Jr. (1993-2002)
- Samuel J. Palmisano (2002-2011) : les revenus du P-DG d’IBM sont de 18,77 millions de dollars en 2006, 20,91 millions en 2007 et 20,97 millions en 2008[89].
- Gini Rometty (2012-2020) est la première femme à diriger IBM[90]. Gini Rometty est remplacée à partir du 6 avril 2020 par Arvind Krishna, vice-président de l'activité de « cloud », dans ses fonctions de Chief Executive Officer d'IBM. Arvind Krishna, vice-président de l'activité de « cloud », a piloté l'acquisition de l'éditeur de logiciels Red Hat en 2018. Jim Whitehurst, alors dirigeant de Red Hat, est promu en avril 2020 « président » d’IBM, qui a alors une direction bicéphale. Gini Rometty conserve toutefois son poste de présidente exécutive du conseil d'administration du groupe informatique jusqu'à la fin de l'année 2020[91]. Elle est alors remplacée en tant que présidente d'IBM par Arvind Krishna. Jim Whitehurst démissionne le 2 juillet 2021 de son poste[37].
- Arvind Krishna depuis décembre 2020[92].

## Logo

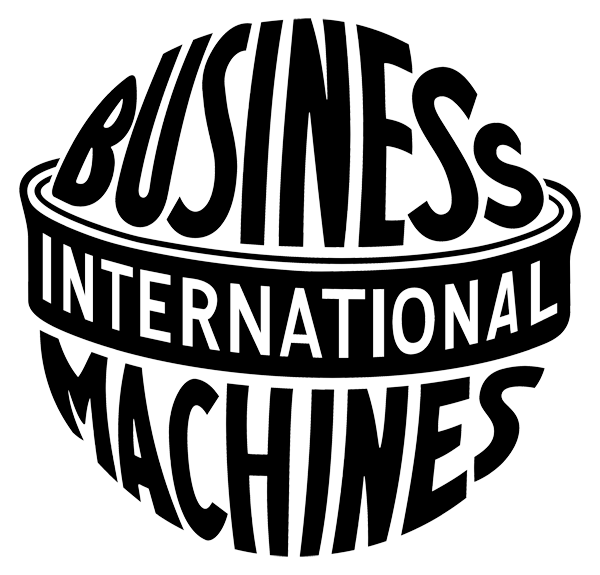
Ce logo a été utilisé de 1924 à 1946. Il représente le globe, ceinturé du mot « international »[93].
Ce logo a été utilisé de 1947 à 1956. Le globe a été remplacé par les simples lettres « IBM » dans une police nommée « Beton Bold »[94]
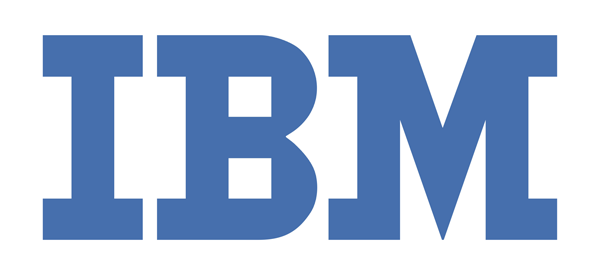
Ce logo a été utilisé de 1956 à 1972. IBM a dit que les lettres avaient une apparence plus équilibrée et plus robuste[95].
Le logo en barres a été utilisé la première fois en 1967 et a remplacé le logo plein en 1972. Les barres horizontales suggèrent « la vitesse et le dynamisme ».

Le logo actuel (les 2 versions en 8 et 13 barres), ainsi que le précédent ont été créés par le graphiste Paul Rand,.
Dans les années 1980, les caractéristiques du logo d'Apple semblaient se moquer gentiment de celui d'IBM, présenté comme son principal « concurrent » à l'époque.
Le bleu officiel du logo est CMYK : C75 M43 Y0 K0, RGB : R75 G107 B175, WEB : #006699.
Un logo informel d'IBM conçu par le designer Paul Rand circule dans la Compagnie depuis les années 1990 sous forme de fond d'écran et de pin's : un œil, une abeille, et la lettre M (eye, bee, M).

## Principaux actionnaires
Au 11 septembre 2021 :
| Capital Research & Management                      | 8,45 % |
| The Vanguard Group                                 | 7,93 % |
| SSgA (en) Funds Management                         | 5,79 % |
| BlackRock Fund Advisors                            | 2,14 % |
| Geode Capital Management                           | 1,60 % |
| Charles Schwab Investment Management               | 1,50 % |
| Northern Trust Investments (Investment Management) | 1,16 % |
| Brandes Investment Partners                        | 1,15 % |
| Marsico Capital Management                         | 1,05 % |
| Norges Bank Investment Management                  | 0,99 % |

## Résultats financiers
En 2004, IBM a réalisé, d'après son rapport annuel, un chiffre d’affaires d'un peu plus de 96 milliards de dollars. L'entreprise disposait alors d'une force de travail de 330 000 personnes réparties dans 75 pays. D'après le même rapport, la Russie, l'Inde, la Chine et le Brésil ont constitué ses principaux moteurs de croissance.
En 2006, IBM dans son rapport annuel  annonce 91,4 milliards de dollars de chiffre d’affaires pour un bénéfice de 9,4 milliards de dollars. Les systèmes (hardware) représentent 23 % des bénéfices avant impôts, les services 37 % et les logiciels 40 %. IBM est présent dans 170 pays dont 25 % dans la zone Europe/Moyen-Orient/Afrique, 30 % dans la zone Asie/Pacifique et 45 % dans la zone Amériques. Les augmentations de bénéfices les plus marquantes concernent la Chine (+16 %), le Brésil (+19 %), la Russie (+21 %) et l'Inde (+38 %).
De 2002 à 2007, les investissements d'IBM ont débouché sur des économies cumulées de 4,1 milliards de dollars dans le cadre de la transformation de ses propres centres informatiques.
En 2009, le chiffre d’affaires était de 95,76 milliards de dollars et les bénéfices de 13,43 milliards de dollars.
Cette multinationale américaine fait partie des entreprises cotées au Dow Jones Industrial Average. Elle est également, ce qui est moins connu, présente dans le NASDAQ.
Fin 2011, et pour la première fois depuis quinze ans, IBM dépasse Microsoft en capitalisation boursière avec 161 milliards d'euros, validant sa stratégie de réorientation vers les services entamée dès 2005.
Mais, depuis, IBM ne cesse de reculer. Fin 2014, l'entreprise a enregistré son 11e trimestre consécutif dans le rouge[Quoi ?].[réf. nécessaire] Selon Forbes, IBM s'apprêterait à licencier près de 112 000 de ses salariés, principalement aux États-Unis,, une rumeur démentie par IBM qui parle d'une diminution d'effectif beaucoup moins importante. Une autre source indique que le nombre de licenciements pourrait être de 11 000 à 12 000 en 2015.

## Activité de lobbying

### Aux États-Unis
Selon le Center for Responsive Politics, les dépenses de lobbying d'IBM aux États-Unis s'élèvent en 2017 à 5 310 000 dollars.

### Auprès des institutions de l'Union européenne
IBM est inscrit depuis 2009 au registre de transparence des représentants d'intérêts auprès de la Commission européenne, et déclare en 2017 pour cette activité des dépenses annuelles d'un montant compris entre 1 750 000 et 2 000 000 euros.

### En France
Pour l'année 2017, IBM déclare à la Haute Autorité pour la transparence de la vie publique exercer des activités de lobbying en France pour un montant qui n'excède pas 200 000 euros.

## Mises en cause et controverses

### IBM et le régime nazi
Dès 1934 la filiale allemande d'IBM, Dehomag (pour « DEutsche HOllerith MAschinen Gesellschaft ») fournit au régime nazi des machines mécanographiques de poinçonnage de cartes perforées qui servent au réarmement, à la gestion de la force de travail des prisonniers politiques et aux nombreux recensements de la population allemande dès 1933, ce qui fit de Dehomag la filiale d'IBM la plus profitable à la fin des années 1930. En parallèle, ces mêmes machines servirent au décompte de la population juive dans les ghettos et les camps de concentration durant la Seconde Guerre mondiale. Ce sont aussi ces recensements efficaces, contenant des données ethniques et religieuses, qui permirent aux nazis de se saisir rapidement et presque totalement des populations de Juifs et de Roms en Allemagne et, avec une efficacité plus variable, dans les autres pays sous domination allemande.
Edwin Black, dans son livre intitulé IBM et l'holocauste publié d'abord en anglais en 2001 puis en français la même année, démontre que le système informatique vendu par la corporation IBM (surtout la machine Hollerith) et les cartes perforées imprimées aux États-Unis expliquent en grande partie l'efficacité du recensement des Juifs et des Roms sous le Troisième Reich ce qui donna à ces machines IBM, ainsi qu'aux experts qui les faisaient fonctionner, un rôle essentiel dans la Shoah.
Parmi les différents éléments de la démonstration figure l'écart significatif entre la mortalité des Juifs de France et de Hollande, 25 % contre 73 % : pour la France on observe une différence significative entre le nombre de Juifs français effectivement déportés, environ 85 000, et le quota initial fixé à 100 000, sur un total situé entre 300 000 et 350 000, avec un effet inverse en Hollande. En effet, René Carmille, chef du service national de statistiques, et en fait un résistant, manipula les fiches des machines Hollerith de façon à les rendre inutilisables (ce qui le conduisit lui-même à Dachau où il mourut en 1944), alors qu'en Hollande le système, servi par des fonctionnaires zélés tel Jacobus Lambertus Lentz, fonctionna parfaitement et permit même aux nazis de revoir à la hausse le quota initial de Juifs hollandais déportés.
Par ailleurs, ce livre nous apprend aussi que pendant un temps le tatouage inscrit sur le bras des détenus à Auschwitz a correspondu à leur numéro d'identification dans le système mécanographique mis en place par IBM.
En tout état de cause, le dirigeant d'IBM, Thomas J. Watson, se révéla indifférent à l'aspect éthique des activités d'IBM sous le régime nazi, bien qu'il fût au courant des politiques ouvertement racistes de ce dernier.
À la suite de la parution très médiatisée du livre, IBM s'engagea à donner des explications, qui prirent la forme de démentis s'appuyant sur la critique d'historiens accusant Edwin Black d'avoir recours à des méthodes d'investigation approximatives. Les travaux d'Edwin Black sur les liens, certes non causaux, d'IBM avec la Shoah ainsi que le Porajmos sont pourtant désormais reconnus, bien qu'encore discutés sur certains points.

### Collaboration avec la NSA
Le 16 décembre 2013, le fonds de pension de la Louisiane, qui détient des actions dans l'entreprise, attaque IBM en justice au motif d'avoir collaboré avec la NSA dans le cadre du programme de surveillance PRISM.

### Licenciements boursiers
IBM est accusé de pratiquer régulièrement des licenciements boursiers. Ainsi, en 2005, IBM annonce la suppression de plus de 10 000 postes en Europe après avoir terminé l'année avec un bénéfice record de 8,4 milliards de dollars. En 2013, IBM annonce cette fois, après avoir atteint un nouveau record de bénéfice net, en hausse de 5 %, un plan de licenciement mondial, avec 1 200 suppressions d'emploi en France.